# Liste der Monuments historiques in Richemont (Moselle)
Die Liste der Monuments historiques in Richemont führt die Monuments historiques in der französischen Gemeinde Richemont auf.

## Liste der Objekte
| Bezeichnung              | Beschreibung                                      | Standort                       | Kennzeichnung | Schutzstatus | Datum | Bild |
| ------------------------ | ------------------------------------------------- | ------------------------------ | ------------- | ------------ | ----- | ---- |
| Kasel Pietà              | Stoff, bestickt, Mitte des 19. Jahrhunderts       | in der Kirche St-Gorgon (Lage) | PM57000278    | Classé       | 1982  |      |
| Kasel Heiliger Gorgonius | Seidenstoff, bestickt, Mitte des 19. Jahrhunderts | in der Kirche St-Gorgon (Lage) | PM57000277    | Classé       | 1982  |      |
| Kasel Marienkrönung      | Seidenstoff, bestickt, Mitte des 19. Jahrhunderts | in der Kirche St-Gorgon (Lage) | PM57000276    | Classé       | 1982  |      |
| Zwölf-Apostel-Retabel    | Stein, farbig gefasst und vergoldet, 1513         | in der Kirche St-Gorgon (Lage) | PM57000275    | Classé       | 1982  |      |